# Edipo re (Leoncavallo)
Edipo re è l'ultima opera di Ruggero Leoncavallo, su libretto di Giovacchino Forzano, tratto dall'Edipo re di Sofocle. L'opera, lasciata incompiuta da Leoncavallo, venne completata da Giovanni Pennacchio.
Fu rappresentata postuma nell'Auditorium Theatre di Chicago il 13 dicembre 1920. La prima rappresentazione europea in forma scenica si ebbe invece solo nel 1958, a Siena, come manifestazione finale dell'Accademia Musicale Chigiana.

## Interpreti della prima rappresentazione
| Personaggio | Interprete      |
| ----------- | --------------- |
| Edipo       | Titta Ruffo     |
| Giocasta    | Dorothy Francis |
| Creonte     | Albert Paillard |
| Tiresia     | Teofilo Dentale |
| Un corinzio | Desiré Defrère  |
| Un pastore  |                 |

Direttore: Gino Marinuzzi (1882-1945).

## Trama
L'opera segue fedelmente l'omonima tragedia di Sofocle da cui trae ispirazione.
Edipo, re di Tebe,  ha sposato Giocasta, vedova del precedente sovrano, Laio, che si pensa essere stato ucciso da alcuni briganti mentre si recava a Delfi. Edipo crede di essere figlio del re di Corinto, Polibo, ma scopre di esserne solo figlio adottivo, poiché il vero padre lo aveva abbandonato, a causa di una profezia secondo la quale il bambino era destinato ad uccidere il proprio genitore. Edipo era poi fuggito da Corinto, terrorizzato da una profezia dell'oracolo di Delfi, che gli prediceva che avrebbe ucciso il proprio padre e sposato la propria madre, e durante la fuga, sulla strada tra Delfi e Tebe, aveva avuto un alterco con un uomo e l'aveva ucciso. Edipo comincia a intuire che la sua vittima è proprio Laio. Alla morte di Polibo, un servo che lo aveva accudito da bambino rivela a Edipo la sua vera identità: Edipo è figlio di Laio. La profezia dell'oracolo di Delfi si è così avverata. Giocasta si impicca ed Edipo si acceca.

## Discografia
- 1970 - Giulio Fioravanti (Edipo), Luisa Malagrida (Giocasta), Luigi Infantino (Creonte), Giampiero Malaspina (Tiresia), Fernando Jacopucci (Un Pastore) - Direttore: Armando La Rosa Parodi - Orchestra: e Coro del Teatro San Carlo di Napoli - Registrazione dal vivo - House of Opera (CD927)[3]
- 1977 - Michael Davidson (Edipo), Paola Barbini (Giocasta), Gianni Bavaglio (Creonte), Hubert Laakman (Tiresia), Henk Kreukniet (Un Pastore) - Direttore: Kees Bakels - Orchestra: Omroeporkest. Coro: Groot Omroepkoor - Registrazione dal vivo - Fiori[4]